# Fáj
Fáj é um município da Hungria, situado no condado de Borsod-Abaúj-Zemplén. Tem 19,32 km² de área e sua população em 2015 foi estimada em 426 habitantes.